# Uromastyx princeps
Espèce
Statut CITES
Uromastyx princeps est une espèce de sauriens de la famille des Agamidae.

## Répartition
Cette espèce se rencontre en Éthiopie, en Somalie et en Tanzanie à Zanzibar.
Sa présence en Érythrée et au Kenya est incertaine.

## Publication originale
- O'Shaughnessy, 1880 : Description of a new Species of Uromastix. Proceedings of the Zoological Society of London, vol. 1880, p. 445-446 (texte intégral).